# Park Ju-sung
Park Ju-Sung (Changwon, 20 februari 1984) is een Zuid-Koreaans voetballer.

## Carrière
Park Ju-Sung speelde tussen 2003 en 2008 voor Suwon Samsung Bluewings en Gwangju Sangmu Phoenix. Hij tekende in 2009 bij Vegalta Sendai.

## Zuid-Koreaans voetbalelftal
Park Ju-Sung debuteerde in 2003 in het Zuid-Koreaans nationaal elftal en speelde 2 interlands.